# Радежа
Радежа — деревня в центральной части Стругокрасненского района Псковской области. Входит в состав сельского поселения «Новосельская волость».
Расположена к юго-востоку от деревни Лапино, близ железной дороги Псков — Струги Красные — Луга — Санкт-Петербург, к северо-востоку от волостного центра, села Новоселье, и к юго-западу от посёлка Струги Красные.

## Население
Численность населения деревни составляет на 2000 год — 50 жителей, на 2010 год — 48 жителей.